# Sekai no Chuushin de, Ai wo Sakebu
Sekai no Chuushin de, Ai wo Sakebu (世界の中心で、愛をさけぶ?), también conocida por su título en inglés "Crying out Love, in the Center of the World", es una serie de televisión japonesa (dorama) basada en la novela "Un grito de amor desde el centro del mundo" de Kyoichi Katayama.
La serie está considerada como uno de los mejores doramas románticos de la historia y la novela, que narra la historia de dos jóvenes (Saku y Aki) cuyo amor va más allá de la vida y la muerte, es actualmente el libro más vendido en Japón de todos los tiempos. 
Producida por la cadena TBS (Tokyo Broadcasting System), fue emitida en la televisión pública desde el 2 de julio hasta el 10 de septiembre de 2004.

## Lugares de rodaje

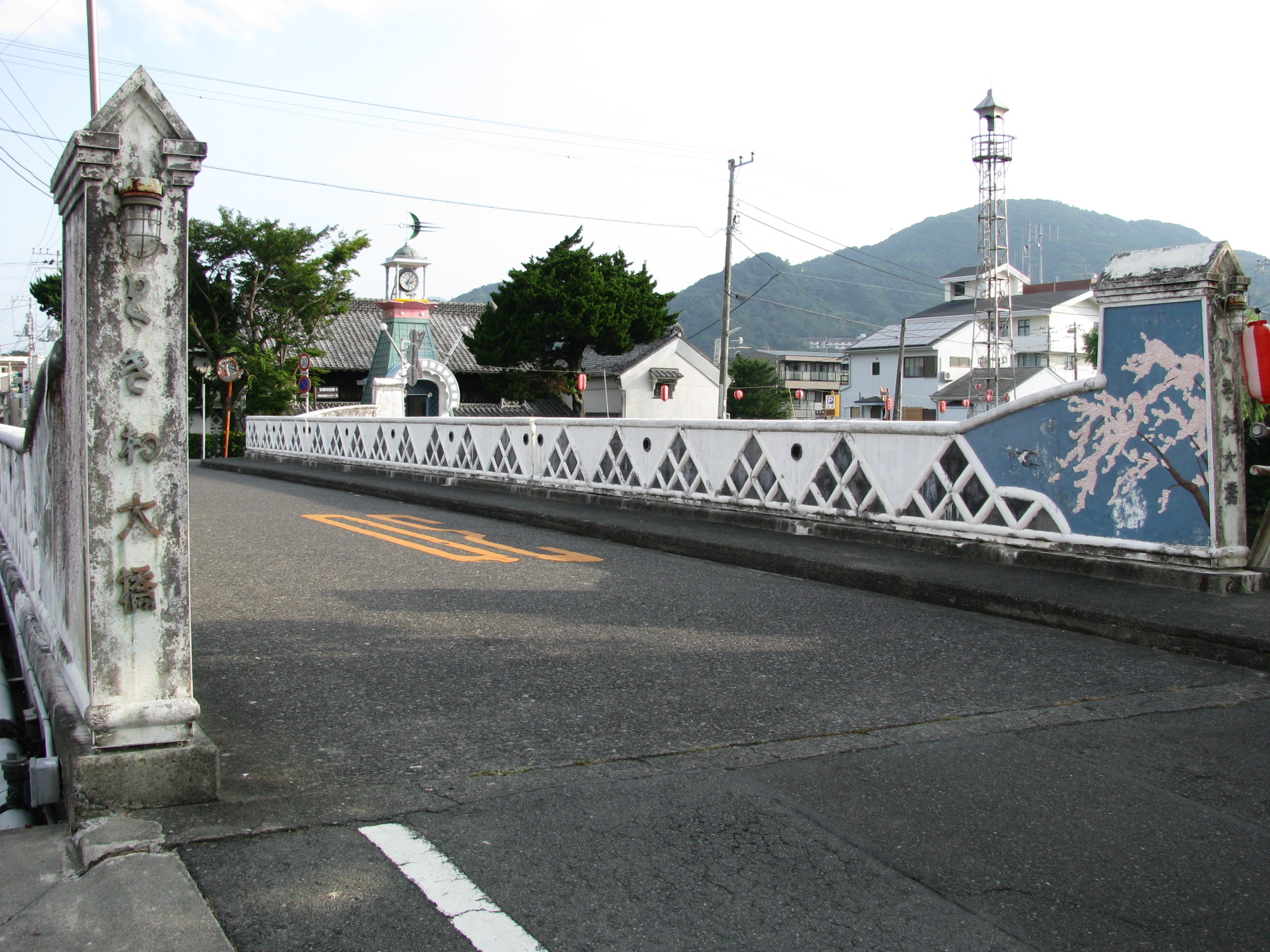
Puente Tokiwa en Matsusaki-cho
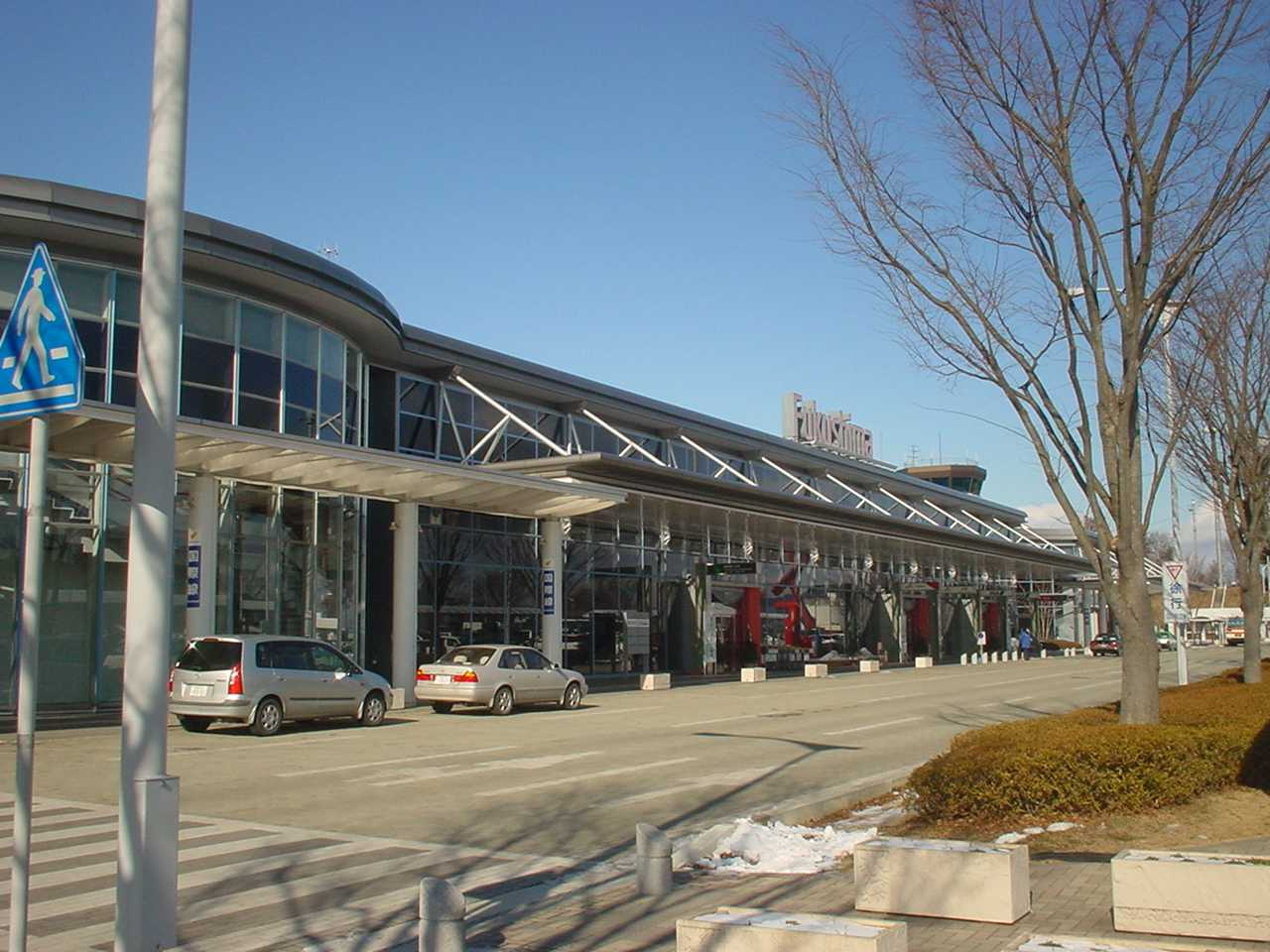
Aeropuerto de Fukushima
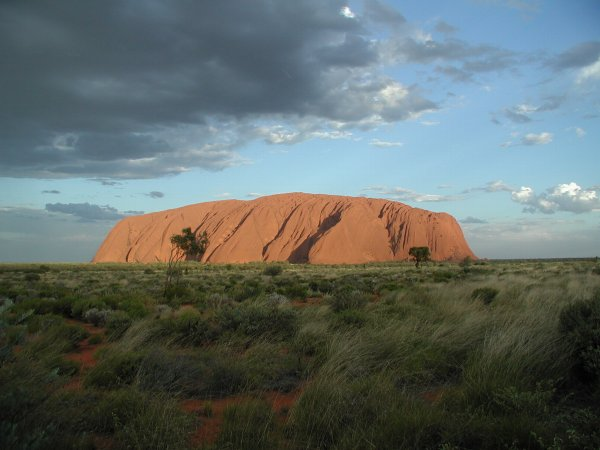
Uluṟu

## Episodios
| N.º Episodio | Título                                       | Título traducido                           | Fecha de emisión         |
| ------------ | -------------------------------------------- | ------------------------------------------ | ------------------------ |
| 1            | «「恩師からの手紙」- Onshi karano tegami»    | Carta de la profesora                      | 2 de julio de 2004       |
| 2            | «「微妙な距離」 - Bimyōna kyori»             | Delicada distancia                         | 9 de julio de 2004       |
| 3            | «「永遠の別れ」 - Eien no wakare»            | Separación eterna                          | 16 de julio de 2004      |
| 4            | «「最後の日」 - Saigo no nichi»              | El último día                              | 23 de julio de 2004      |
| 5            | «「忍び寄る影」 - Shinobi yoru kage»         | La sombra se acerca                        | 30 de julio de 2004      |
| 6            | «「生への旅路」 - Nama heno tabiji»          | El viaje a la vida                         | 6 de agosto de 2004      |
| 7            | «「明けない夜」 - Ake nai yoru»              | Una noche sin amanecer                     | 13 de agosto de 2004     |
| 8            | «「プロポーズ」 - Puropōzu»                  | Proposición                                | 20 de agosto de 2004     |
| 9            | «「最期の選択」 - Saigo no sentaku»          | Escoger en los últimos momentos de la vida | 27 de agosto de 2004     |
| 10           | «「たすけてください…」 - Tasuketekudasai...» | Por favor sálvame                          | 3 de septiembre de 2004  |
| 11           | «「かたち あるもの」 - Katachi arumono»      | Algo con determinación                     | 10 de septiembre de 2004 |
| SP           | «「17年目の卒業」 - 17 nenme no gyō»         | Graduación después de 17 años              | 17 de septiembre de 2004 |